# Sonata per a violoncel sol (Ligeti)
La Sonata per a violoncel sol és una sonata per a violoncel sense acompanyament, escrita pel compositor jueu hongarès György Ligeti entre el 1948 i el 1953. L'obra es va fer popular per la seva primerenca prohibició per ser massa moderna i, anys més tard, esdevenir una peça fonamental en el repertori solístic del violoncel.

## Context històric
El segle XX va estar caracteritzat per un gran nombre de conflictes militars, entre els quals destaquen La I i II Guerra mundial. Aquestes dues van provocar un enfonsament de l'economia i societat europea (degut a la seua destrucció i devastació). Els principals països que fins llavors havien dominat el món tan política com econòmicament, es van veure endinsats en els conflictes militars més gegantescos fins llavors.
Especialment la Segona Guerra Mundial és la que es va donar a la vida del compositor de procedència romanesa. Ell va néixer en plena postguerra de La Gran Guerra (així es fa referència a la Primera Guerra Mundial), cosa que va afectar molt a la seva personalitat. A més, quan va esclatar la II Guerra Mundial, Ligeti tan sols tenia 16 anys, de forma que una etapa tan important per a la formació d'una persona com són aquestos anys, es va veure greument determinada per aquest conflicte. Els anys en què va perdurar el conflicte, a Romania també van començar a agafar força grups «nacionalsocialistes» (amb clares marques d'extrema dreta) aconseguint, al 1939, com a mínim, el 35% dels vots.
Així, el partit que va adquirir més importància a Hongria seria el dirigit per Ferenc Sazalasi. Aquest va encapçalar el moviment feixista a Hongria, mitjançant el partit polític Creu Fletxada, tot i que ho va dirigir cap una visió més «d'esquerres» que tota la resta de partits feixistes de l'època. Sazalasi va defensar l'autoritarisme, el militarisme i una política nacional-socialista, però amb importants diferències front als principals règims feixistes d'aquell temps:
| « | Szalasi (...) era más moderado en términos de violencia y antisemitismo. (Él) intentaba recrear el Imperio Húngaro, a ser posible evitando la guerra, aunque no dudara en ofrecer un caluroso apoyo a lo que denominaba guerra basada en una visión del mundo de Hitler contra la Unión Soviética. Aunque los miembros de la Cruz Flechada solían atacar violentamente a los judíos, Szalasi se limitó a sugerir la necesidad de expulsarles de Hungría. | » |

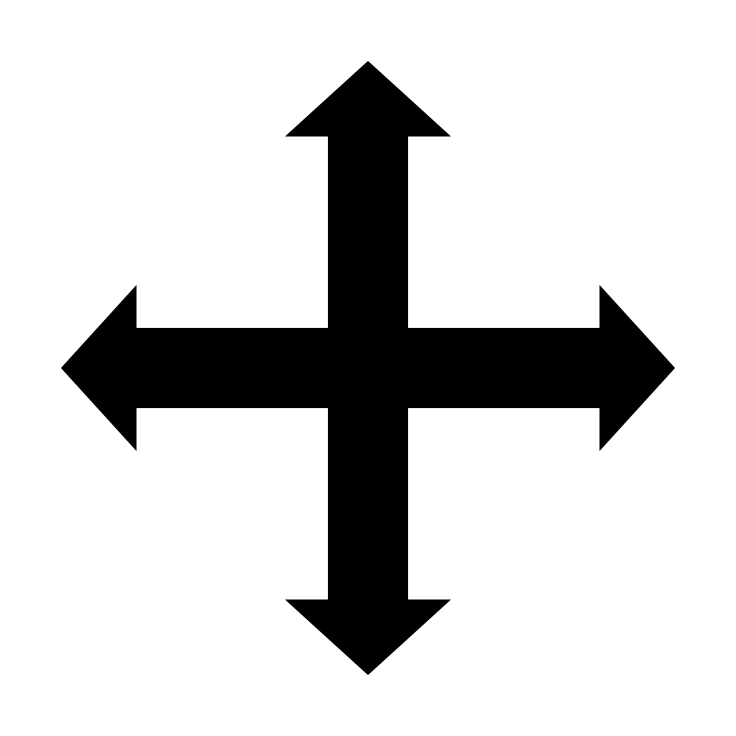
Logotip del partit d'extrema dreta "La Creu Fletxada".

Com que, al cap d'uns anys, la Creu Fletxada va adquirir importància, Hitler va consolidat a Szalasi com a «dictador titella» per dirigir la part d'Hongria que, al 1944, no havia sigut conquerida ja per l'Exèrcit Roig de la Unió Soviètica. Quan ja va acabar la II Guerra Mundial, a Hongria van seguir conflictes polítics entre les principals forces, produint així grans quantitats de presos polítics al 1950. Del 25 al 30 de novembre de 1956, degut a aquesta inestabilitat política, es produeix a Hongria una insurrecció armada on es persegueix i s'elimina a persones relacionades amb el comunisme o la Unió Soviètica, que força a l'exèrcit Soviètic a retirar-se de ciutats hongareses com Budapest.
A partir de 1936, quan Xostakóvitx va declarar que s'estaven creant confessions enlloc de música, es van començar a produir atacs a tendències modernistes. Llavors es va focalitzar tota l'atenció als compositors, els quals havien de treballar la música folklòrica, alavant les aspiracions de l'Estat Soviètic. Ni això ni la repressió posterior als compositors després de la Segona Guerra Mundial (fonamentada per la denúncia de Andrey Zhdanov al Congrés de Compositors de la Unió Soviètica al 1948, dirigida a Prokofiev, Xostakóvitx i Khadraturian) va afectar, almenys aparentment, a György Ligeti.

## Història

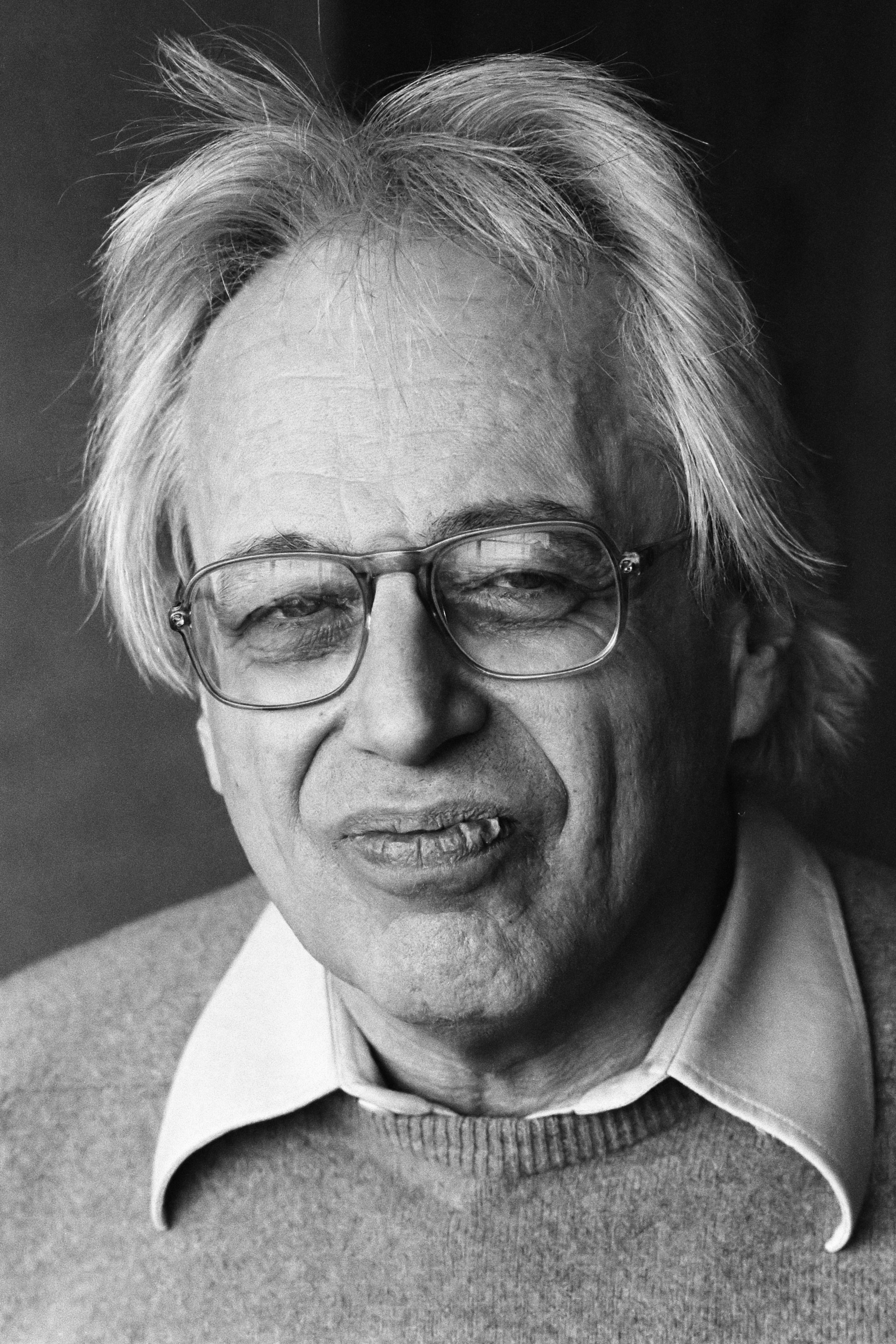
György Ligeti

Ligeti estava prop d'acabar la seva etapa acadèmica al 1948 i era considerat un estudiant molt prometedor. Aquest any va compondre Dialogo, que més tard esdevindria el primer moviment de la Sonata, per a una noia que estudiava amb el compositor a l'Acadèmia de Música Ferenc Liszt, Annuss Virány, per qui Ligeti sentia un "amor secret". Suposadament, Virány no era coneixedora de la raó de la generositat de Ligeti; li va donar les gràcies, però no la va arribar a tocar mai l'obra. Diversos anys després, al 1953, Ligeti va conèixer Vera Dénes, una més gran i reconeguda violoncel·lista, qui li va preguntar per aquesta obra. Llavors Ligeti, havent compost solament una obra per a violoncel i que, a més, mai s'havia estrenat, va proposar expandir el Dialogo en una "Sonata curta de dos moviments", afegint el Capriccio, un moviment virtuós, creant així una simbiosis perfecta entre ambdós moviments.
Amb el país en mans del Bloc de l'Est, Ligeti va haver de presentar totes les seves composicions davant la decisió de la Unió de Compositors amb Control Comunista, amb el risc de perdre el seu treball. Temps més tard, el propi Ligeti va fer públiques les seves interaccions amb la Unió:
| « | Vera Dénes va aprendre l'obra i la va interpretar en comitè. Se'ns va denegar el permís de publicar-la o d'interpretar-la en públic, però se'ns va autoritzar a enregistrar-la per a una emissió radiofònica. Ella va fer un enregistrament excel·lent per a la Ràdio Hongaresa, però mai es va emitir. El comitè va decidir que era massa "moderna" degut al seu segon moviment | » |

Amb aquesta resolució, la peça es va deixar de banda, i no es va tornar a representar fins al 1979. A partir de llavors, la seva popularitat créixer, i el 2005 va esdevenir en una prova classificatòria per al Concurs de violoncel Rostropóvitx de París, un any abans de la mort del seu compositor.

## Estructura
La sonata consta de dos moviments independents:
1. Dialogo - Adagio, rubato, cantabile
2. Capriccio - Presto con slancio

### Dialogo
Ligeti va admetre obertament que les seves obres d'abans del 1956 van estar molt influenciades per Béla Bartók i Zoltán Kodály. Sobre el primer moviment de la sonata, ell va descriure:
| «                         | És un diàleg. Son dues persones, un home i una dona, parlant. Vaig usar les cordes Do, Sol i La de manera independent. Vaig estar escrivint molta més música "moderna" al 1946 i 1947, i llavors, al 1948 vaig començar a sentir que hauria de provar de ser més "popular" [...]. En aquesta obra, vaig intentar fer una melodia bella, amb un perfil típic hongarès, però sense arribar a ser folklòric. Sols en petit percentatge, com en Bártok o Kodály -actualment, més prop de Kodály. | » |
| — György Ligeti, Paul, 5. | |   |

El moviment té escrit "Adagio, rubato, cantabile", i comprèn un total de 16 compassos, dels quals, cadascun té un nombre diferent de pulsos, entre 3 i 20 (amb línies de compàs marcant simplement divisions de fraseig).Comença amb dos acords en pizzicato, separats mitjançant un glissando -, tècnica estesa que va defensar Béla Bartók-. Les notes de la primera parella d'acords constitueixen una escala Re dòrica, i amb la segona parella d'acords s'emfatitza en la dominant, establint així la sensació de que el Re és la tònica.
Seguidament, apareix la melodia en Re frigi, de la qual parla Søren Beech en un article sobre els aspectes tècnics de la sonata, la qual podria estar inspirada en una antiga afinació preservada mitjançant la tradició de música folklòrica de l'Europa de l'Est. Aquesta melodia modal es va presentant al llarg del moviment amb diferents alteracions: comença amb un argument rítmic i després en polifonia -testimoni de l'entrenament contrapuntístic de Ligeti sota Ferenc Farkas-. La segona melodia s'introdueix a, compàs 6, aquest cop amb implicacions tonals, les quals més tard estaran confirmades amb un acompanyament cordal. Beech també fa la observació de que els tons importants de ambdues melodies corresponen amb tetracords descendents, cosa que corrobora la influència de Bartók (qui normalment usa les quartes com a element estructural a les melodies). Després d'una re-exposició de la melodia frigia en polifonia, el moviment acaba amb una re-exposició del motiu dels pizzicato glissando, arribant finalment a la tercera de picardia.

### Capriccio
Dintre de l'espectre on s'agrupa, des de l'estil romàntic de Kodály fins al caràcter més agressiu de Bártok, així com el Dialogo es considera més prop a Kodály, el Capriccio és clarament d'influència propera a Bartók.
| «                         | Això és degut a que el segon moviment tenia la "ambició" d'esdevenir un moviment de la sonata que vaig escriure. És una peça virtuosa del meu estil més posterior, proper a Bartók. Tenia 30 anys quan el vaig escriure. M'encisava el virtuosisme i el vaig dur al límit a la pràctica musical com [Paganini]. | » |
| — György Ligeti, Paul, 6. | |   |

Així doncs, aquest petit Capriccio va tenir una referència directa als famosos Capriccios per a violí del virtuós compositor Niccolò Paganini, qui Ligeti havia descobert de petit. En contrast amb el caràcter líric i rubato del Dialogo, el Capriccio està escrit pràcticament tota la estona en un inamobible 3/8, interromput solament un cop abruptament a la meitat del que és una petita reminiscència del Dialogo.
Al començament hi ha escrit "Presto con slancio" (molt ràpid, amb ímpetu) i "Forte vigoroso". Dos motius intervàl·lics exposats separadament, els quals es van lligant per crear un gran crescendo, que finalment desenllaça en un segon tema modal, que es forma a partir de l'ús del La com a nota pedal. Tant aquest tema com el primer comparteixen el tríton (element musical, com ja hem vist abans, bàsicament emprat per Bartók). Es torna a citar la melodia modal altre cop, pero aquesta vegada "tremolo sul tasto" (damunt del batedor) i harmonitzat, a la vegada, amb una cinquena justa inferior, altre recurs que beu de la influència de Bartók. Una nova secció rítmica interromp el discurs amb unes cinquenes justes disjuntes. Això n'és el prefaci d'un pseudo-desenvolupament, on el segon tema està més elaborat.
Finalment, el Dialogo retorna poc a poc, i aquest és seguit per una reexposició exacta i una coda i acaba vigorosament (amb Tutta la forza) en Sol Major.

## Recepció
L'obra va ser rebuda inicialment a desgrat per la Unió de Compositors Soviètics i no es va permetre la seva publicació ni interpretació. Llavors, entre les dècades del 1980 i 1990, després de gairebé mig segle, la obra va sortir a la llum i ha esdevingut una part fonamental del repertori estàndard del violoncel.
Amb aquesta obra, al cap dels anys, Ligeti va estar a punt de perdre el seu treball (degut a la acusació del Congrés de Compositors de la URSS), però van arribar a un acord en que tan sols es prohibiria la seva interpretació fins al 1979.

## Enregistraments de referència
- Haimovitz, Matt, cello. Suites and Sonatas for Solo Cello. Works by Britten, Reger, Crumb, and Ligeti. Deutsche Grammophon CD 431 813-2, 1991.
- Perényi, Miklós, cello, Várjon, Dénes, piano. "Hungarian Cello Music". Works by Ligeti, Veress, Liszt, Dohnányi, Weiner, Mihály. Hungaroton Classic, 1999.
- Bertrand, Emmanuelle, cello. "Oeuvres pour Viononcelle Seul." (Works for solo cello.) Works by Dutilleux, Ligeti, Bacri, Crumb, Henze. Radio France. Harmonia Mundi, HMN 911699, 2000. Emmanuelle Bertrand